# Kartonáž

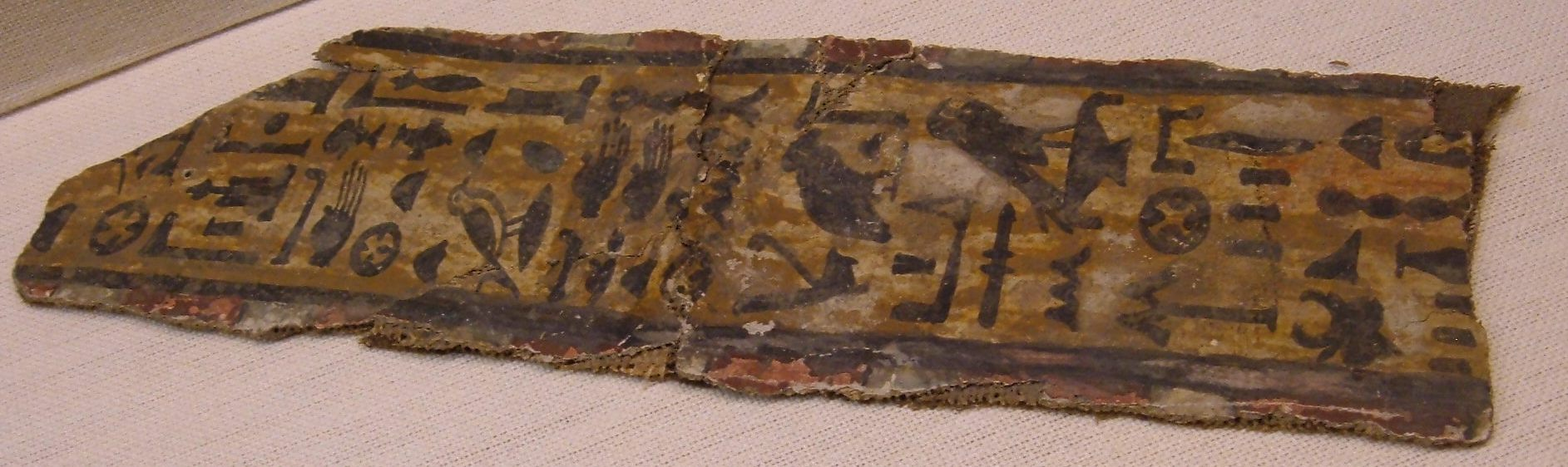
Fragment kartonáže na rakvi z Nové říše

Kartonáž je typ materiálu, z něhož se od prvního přechodného období vyráběly egyptské pohřební masky nebo se jimi pokrývaly mumie. Byla vyráběna z vrstev plátna nebo papyru pokrytých sádrou. Některé z fajjúmských mumiových portrétů jsou také malovány na panelech z kartonáže.